# Hversu Noregr byggdist
Hversu Noregr byggdist (nórdico antiguo: Hversu Noregr byggðist, que significa «Como Noruega fue habitada»)  es una obra que sobrevivió solamente en el Flateyjarbók y es un relato de los orígenes de varios linajes legendarios noruegos. Traza la descendencia del primigenio gobernador finés, Fornjót hasta Nór, que es aquí un epónimo del primer gran rey de Noruega. Luego da detalles de los descendientes de Nór (y de su hermano Gór) en la sección conocida como Genealogías de Ættartolur.
El relato Hversu tiene gran paralelismo con el comienzo de la saga Orkneyinga que da una versión ligeramente diferente de la historia y provee detalles solamente de los descendientes de Gór, incluyendo información que no es encontrada en Hversu o Ættartolur. Este otro relato es a veces llamado Fundinn Noregr, 'Fundación de Noruega'. 
El material de estos dos relatos no se encuentra en ninguna otra obra, en particular el hecho de trazar la genealogía de muchas familias nobles hasta una serie de gigantes en lugar de hacerlo hasta el dios Odín que es la tendencia de otras fuentes.
Las genealogías alega también que muchas familias heroicas famosas en la tradición escandinava pero no ubicadas en Noruega fueron de hecho de origen noruego, en su mayoría provenientes del bisnieto de Nór, Halfdan el Viejo. Casi todos los linajes provenientes de Halfdan luego convergen en la persona de Harald Cabellera Hermosa, el primer rey de toda Noruega. Donde la información aquí es comparable con los relatos de otras fuentes, donde a veces se confirma y en ocasiones se contradice. También hay algunas discrepancias menores y contradicciones dentro de la Ættartolur. Además se incluye información del linaje danés de los Skjöldung y de los Ynglings como ancestros de Harald Cabellera Hermosa, incluyendo la aparente línea de descendencia desde Adán hasta Harald.
El Ættartolur termina con la genealogía de los descendientes reales de  Harald hasta Olaf IV de Noruega con la aclaración de que el relato fue escrito en 1387, una lista de reyes de Noruega desde este Olaf hacia atrás en el tiempo hasta Harald Cabellera Hermosa, y una mención del ascenso al trono de Margarita, la madre de Olaf, como regente directa de Noruega.